# Som Mobilitat
Som Mobilitat és una cooperativa catalana sense ànim de lucre de lloguer de vehicles elèctrics compartits (carsharing). Té per objectius principals promoure la mobilitat sostenible i l'economia social.
Va ser fundada el 16 de juny de 2016 a Mataró, amb 70 socis. Els fundadors eren socis de Som Energia, i van aprofitar el model d'aquesta cooperativa energètica per crear i gestionar Som Mobilitat. La cooperativa ha sigut impulsada en part gràcies al programa "Projecte Singulars" de la Generalitat de Catalunya. També s'emmirallen en altres iniciatives europees similars, com Mobility Société Coopérative, de Suïssa, amb més de 100.000 socis i 1.400 punts d'aparcament, o Partago, de Gant, Bèlgica, amb 270 socis i 8 cotxes.
Som Mobilitat disposa de grups locals que s'organitzen per a crear un servei de lloguer de cotxes elèctrics en el seu poble o ciutat.
Al novembre de 2020 tenia 2000 socis i disposava de 30 cotxes elèctrics distribuïts per Catalunya, en poblacions com Barcelona, Mataró, Olot, Vic, Terrassa, Vilanova i la Geltrú, Amposta o Cardedeu. La cooperativa també facilita la compra de cotxes, motos i bicicletes elèctriques als seus socis a través de compres conjuntes.
La cooperativa ha impulsat des de 2017 "el ral·li de l'eficiència energètica", una cursa on diferents vehicles elèctrics competeixen per fer un mateix recorregut amb la màxima eficiència possible. L'any 2019, Som Mobilitat va ser guardonada com a "millor iniciativa sostenible en els premis Mobilicat". Des de 2017 fins a l'actualitat ha promogut les 5 edicions de la SomHackaton, juntament amb l'ajuntament de Mataró i el Tecnocampus.